# Rajon Ki Baoli

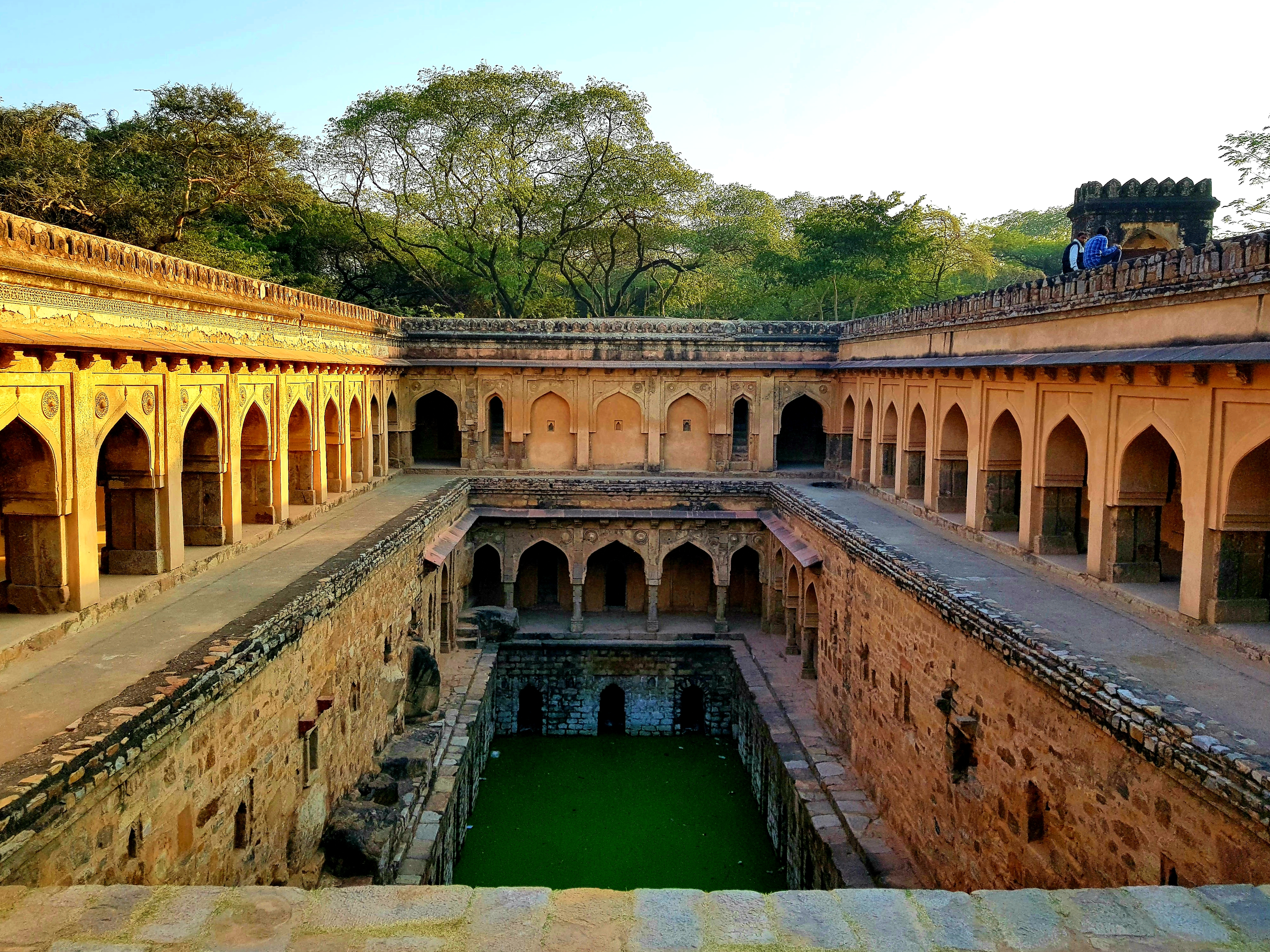
Rajon Ki Baoli

Der Rajon Ki Baoli ist ein Stufenbrunnen aus dem Jahr 1506 in der Nähe des Qutb-Komplex von Mehrauli, Delhi, Indien.

## Lage

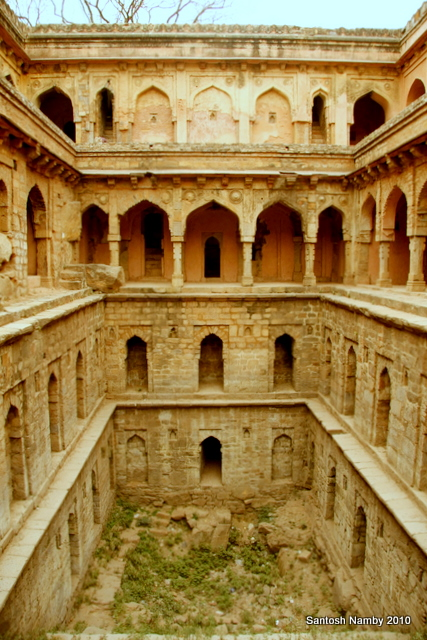
Rückwand des Stufenbrunnens

Der Rajon-Ki-Baoli-Stufenbrunnen liegt im Mehrauli Archaeological Park im Süden Delhis nahe dem Adham-Khan-Mausoleum. Ein weiterer Stufenbrunnen, der Gandhak Ki Baoli, ist nur etwa 300 m in südwestlicher Richtung entfernt. Die nächstgelegene Metro-Station ist Saket.

## Geschichte
Der etwa gleichzeitig mit einer kleinen Moschee und einem Mausoleum erbaute Rajon Ki Baoli gilt als Auftragswerk des Lodi-Sultans Sikandar Lodi (reg. 1489–1517).

## Funktion
Während der alljährlichen Monsunzeit im Sommer füllt sich der gesamte Bau mit Regenwasser, das nach dem Ende der Regenfälle wieder verdunstet bzw. durch die Fugen zwischen den Steinen im umliegenden Erdreich versickert. Wegen der Treppenbauweise konnte jedoch ehedem ohne Zuhilfenahme von Seilwinden oder Zugtieren (Ochsen oder Kamele) einen Großteil des Jahres auf vergleichsweise bequeme Art Wasser geschöpft werden – eine Aufgabe, die in früheren Zeiten regelmäßig den Frauen oblag.

## Architektur
Die tiefste Stelle des von der Nordseite aus über eine lange Treppe zugänglichen und etwa 60 m langen, 20 m breiten und etwa 18 m tiefen Bauwerks lag ursprünglich permanent unterhalb des Grundwasserspiegels, der jedoch in den letzten Jahrzehnten stetig weiter abgesunken ist, so dass der Brunnen vor allem in den Frühjahrsmonaten regelmäßig trockenfällt. Nur der obere, von Arkaden gesäumte Teil wurde während des Monsuns nicht überschwemmt; er diente den Frauen als Rast- und Gesprächsplatz. Hinter der rückwärtigen Wand befindet sich ein runder Brunnenschacht, über den in Trockenzeiten das Grundwasser noch einige Tage länger mittels Seilwinden und Eimern erreichbar war.